# Улица Аммермана
Улица Аммерма́на — улица в Кронштадте. Соединяет улицы Восстания и Петровскую между улицами Мануильского и Комсомола.
Протяжённость магистрали — 865 метров; нумерация домов осуществляется с севера на юг.

## История
Улица известна с XVIII века как Песочная улица. 21 октября 1920 года она была переименована в честь большевика-ленинца П. К. Аммермана, участника многих кронштадтских событий, погибшего годом ранее.

## Примечательные здания и объекты

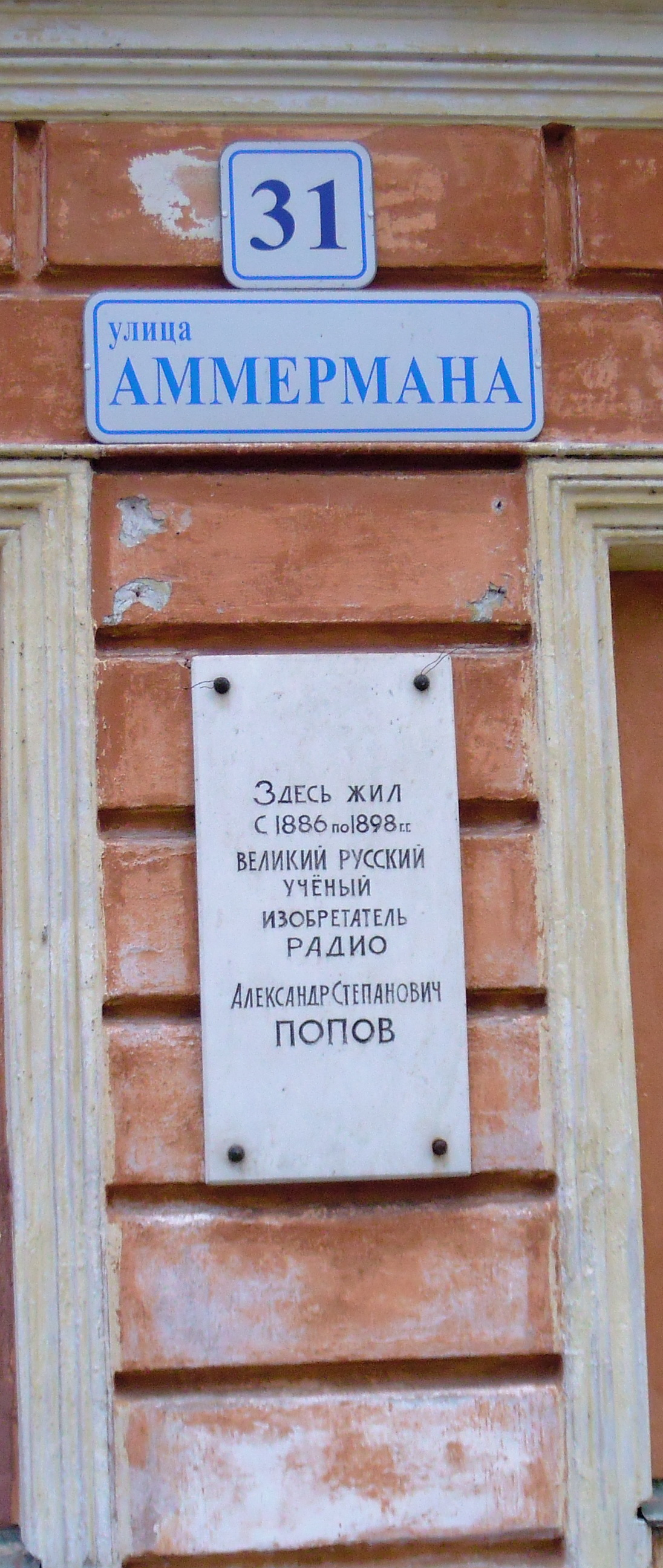
Дом, где жил А. С. Попов

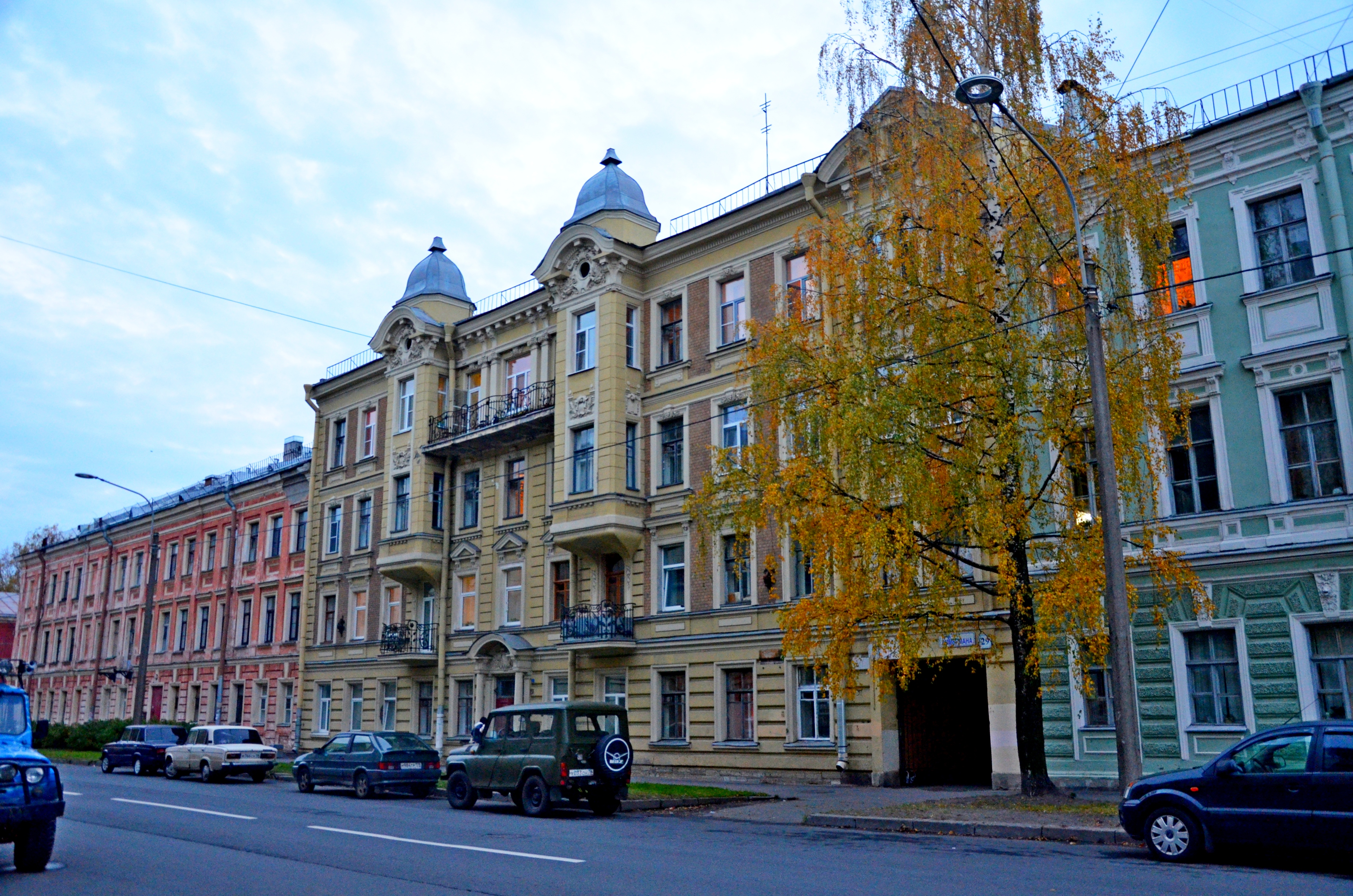
Улица Аммермана, дома № 31, 29, 27 (слева направо)

С севера на юг:
- дом 19  781711202230005 — жилой дом купца Синебрюхова, 1835[4]. На здании расположена памятная доска с изображением П. К. Аммермана;
- дом 21, корпус 1А (19)  781711202230005 — жилой дом купца П. В. Синебрюхова, 1835, значительно перестроен;
- дом 25 — памятная доска «Граждане! При артобстреле эта сторона улицы наиболее опасна» (установлена в 1973 году)[5];
- дом 26  781711202240005 — жилой дом купца Синебрюхова, 1831—1832[4].
- дом 27  781711202260005 — жилой дом, 2-я пол. XIX в. В современности здание занимает филиал № 1 Районной библиотеки Кронштадтского района;
- дом 29  781711202270005 — жилой дом коллежского секретаря А. И. Вафея, 1860 г.;
- дом 31 (лица Лебедева, 9)  7830015000 — жилой дом с флигелями, 1858 г. В этом здании жил учёный Александр Попов, к столетию со дня его рождения на фасаде была установлена памятная доска[3];
- в одном из зданий по улице Аммермана планировалось разместить «Центр помощи семьям и детям» (по состоянию на январь 2009 года)[6].
- на пересечении Петровской улицы и улицы Аммермана находится Романовский сквер (бывший сквер «Металлист»)  781721201920005. В сквере расположен памятник работникам Кронштадтского морского завода, погибшим в годы Великой Отечественной войны.

## Транспорт
- Автобусы: № 1Кр, 2Кр, 3Кр[7].

## Пересечения
С севера на юг:
- улица Восстания
- Интернациональная улица
- Лазаревский переулок (соединены проездом)
- Ленинградская улица
- улица Лебедева
- Петровская улица